# Jaskier ostry
Jaskier ostry, pryszczeniec (Ranunculus acris L.) – rośliny z rodziny jaskrowatych (Ranunculaceae). Gatunek wybitnie kosmopolityczny, zasiedlający Europę, Afrykę Płn. i Azję, spotykany również w Ameryce Północnej (na Grenlandii i Alasce). W Polsce gatunek bardzo pospolity na całym obszarze.

## Morfologia

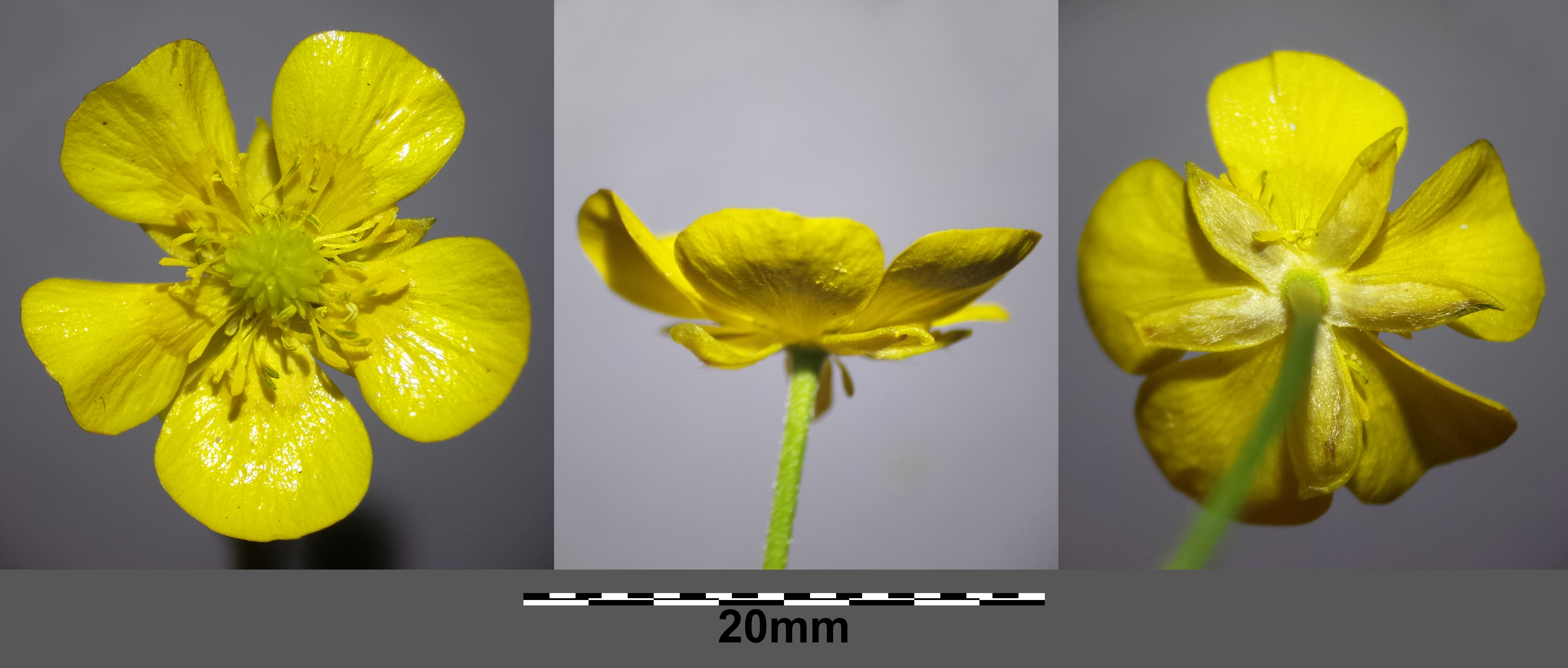
Kwiat

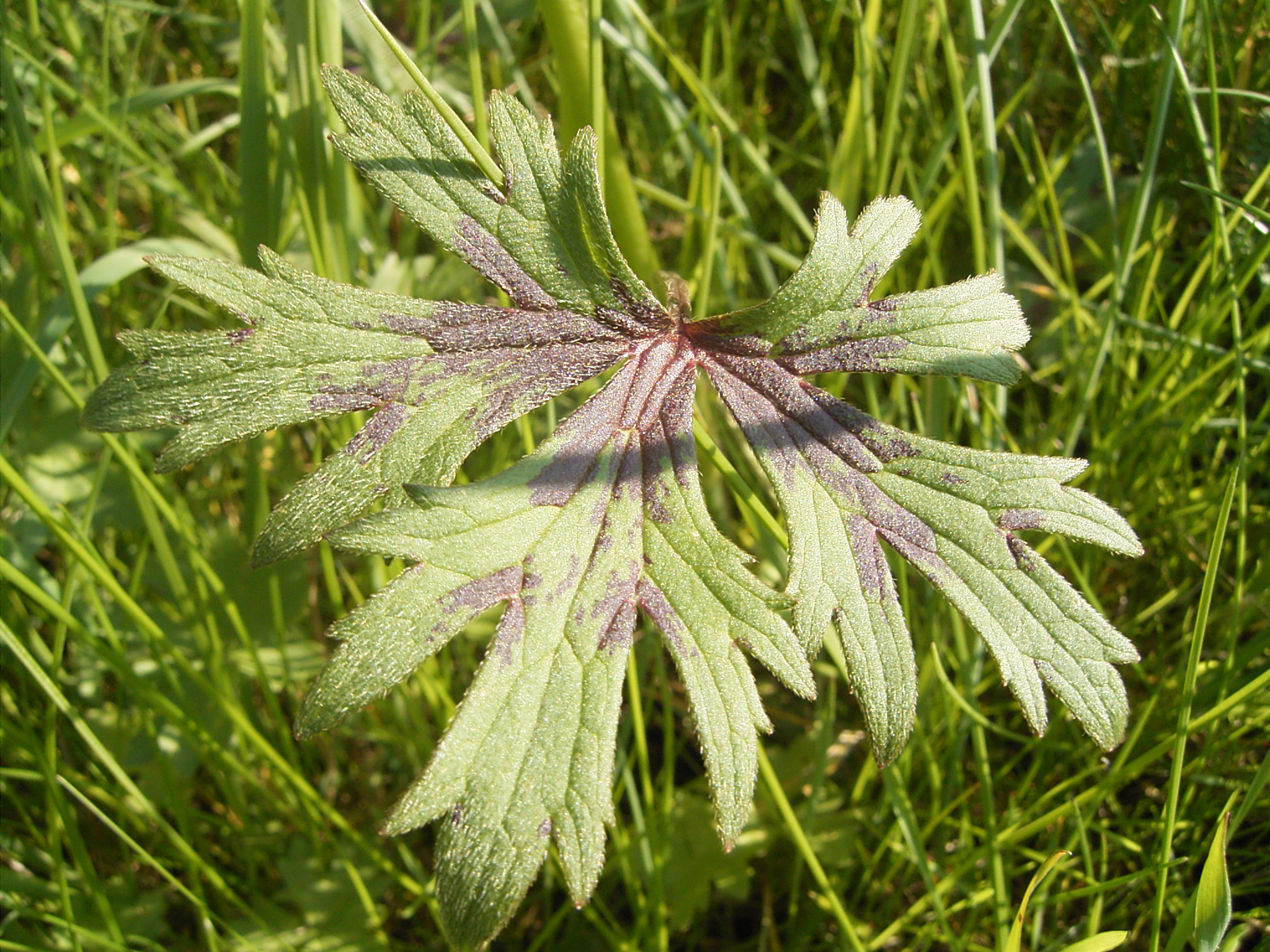
Liść odziomkowy

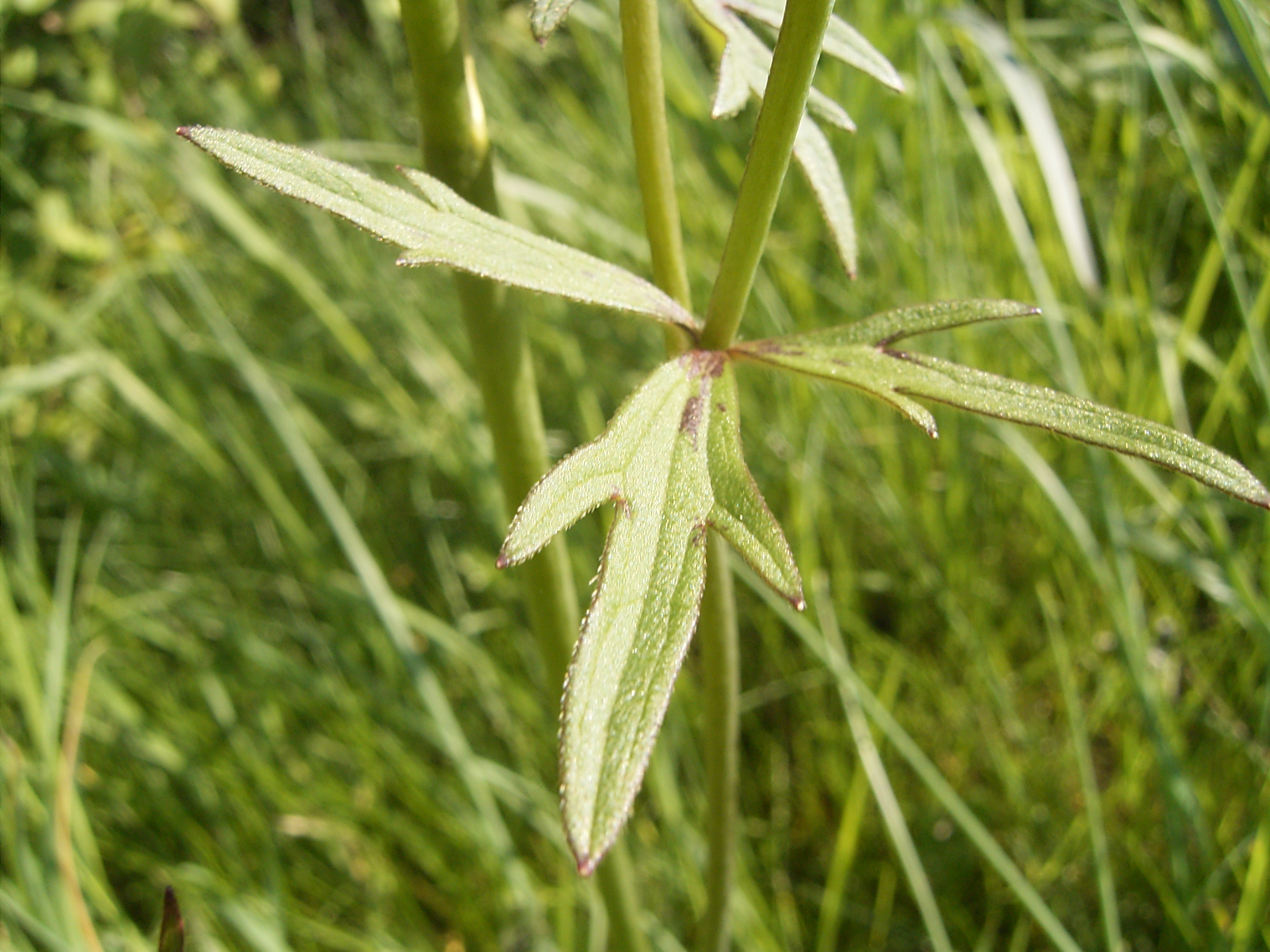
Liść łodygowy

PokrójRoślina wieloletnia o wysokości 30–90 cm. Wczesną wiosną tworzy rozetę liści odziomkowych, a następnie rozgałęzioną łodygę kwiatonośną, gołą lub owłosioną. Gatunek nie wytwarzający rozłogów jak inne gatunki należące do rodzaju.
ŁodygaWzniesiona, rozgałęziona i owłosiona przylegającymi, miękkimi włoskami.
LiścieOdziomkowe na długich ogonkach, dłoniasto 5-dzielne, pocięte na długie, ząbkowane łatki. Liście łodygowe są siedzące, 3-dzielne, z odcinkami równowąsko lancetowatymi.
KwiatyŻółte, promieniste. Żółtawozielony kielich złożony z 5 działek, korona z 5 błyszczących płatków, liczne pręciki i słupki ułożone w linii spiralnej.
Część podziemnaKłącze, z którego wyrastają grube korzenie.
OwoceJednonasienne, gładkie niełupki z krótkim dzióbkiem.

## Biologia i ekologia
Bylina, hemikryptofit. Kwiaty przedsłupne. Kwitnie najintensywniej od maja do lipca, ale kwiaty pojawiać się mogą do jesieni włącznie. Pręciki dojrzewają stopniowo, poczynając od zewnętrznych. Gdy zaczną dojrzewać pręciki wewnętrzne, ich nitki wydłużają się i wyginają do środka, tak, że ich pyłek wysypuje się na znamiona słupków. Dzięki takim mechanizmom roślina zabezpiecza się z początku przed samozapyleniem, preferując zapylenie krzyżowe, gdyby jednak do niego nie doszło, wówczas zapewnia sobie możliwość samozapylenia. 
Preferuje gleby wilgotne, gliniaste i żyzne, zasobne w związki azotu. Rośnie na łąkach, pastwiskach i przydrożach. Roślina trująca; jak wszystkie jaskry zawiera ranunkulinę i jest trujący. Bydło nie zjada go. W sianie (wysuszony) traci własności trujące.

## Zastosowanie

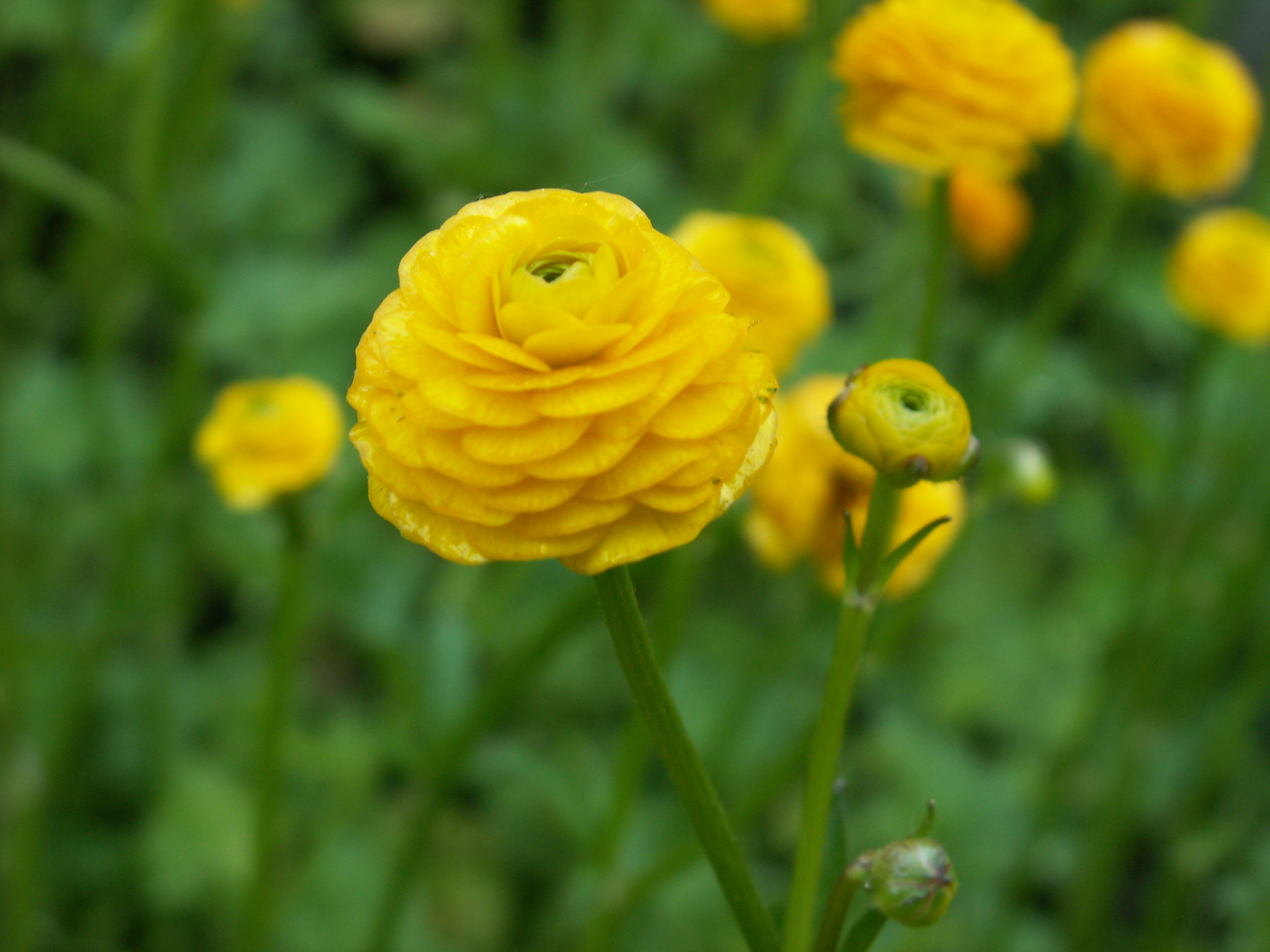
Ranunculus acris 'Multiplex'

- Roślina lecznicza: Wywar z liści był w ludowej medycynie używany przeciw wypryskom skórnym.
- Roślina ozdobna. Odmiana R. acris 'Multiplex' opisana po raz pierwszy w zielniku z 1480 r. W przeciwieństwie do gatunku dorasta tylko do ok. 60 cm. Tworzy kuliste pełne kwiaty, pozbawione pręcików i słupka, które przekształciły się w płatki korony, dlatego nie zawiązuje nasion. Również kultywar 'Flore Plena' ma pełne, złotożółte kwiaty[8]. Rozmnażanie tylko wegetatywne przez podział starszych kęp. Kwiaty cięte trwałe dzięki kolejno rozwijającym się pąkom na rozgałęzieniach bocznych.

## Zmienność
Tworzy mieszańce z jaskrem kosmatym i j. rozłogowym.
- Ze względu na duży areał występowania gatunek bardzo zmienny. W literaturze botanicznej odnotowano ok. 15 podgatunków i odmian botanicznych. W Polsce występują:
  - Ranunculus acris subsp. acris. Gatunek charakterystyczny dla Cl. Molinio-Arrhenatheretea[9]
  - Ranunculus acris subsp. friesianus (Jordan) Rouy et Fouc.
  - Ranunculus acris subsp. strigulosus Schur = R. steveni Andrz. Gatunek charakterystyczny dla O. Arrhenatheretalia[9].